# غراسيان باربوسا
غراسيان جاكوبينا فييرا باربوسا (بالبرتغالية: Gracyanne Barbosa‏) (مواليد 20 سبتمبر 1983) عارضة لياقة بدنية وراقصة كرنفال برازيلية.